# بريدجيت كاري
بريدجيت كاري (بالإنجليزية: Bridget Carey)‏ هي صحفية أمريكية، ولدت في يونيو 1984 في ميامي بيتش في الولايات المتحدة.